# Rallye Terre de l’Auxerrois
Le rallye terre de l'Auxerrois est un rallye automobile sur terre se disputant dans l'Yonne, autour de la ville d'Auxerre sur des chemins de terre.

## Histoire
Créée en 1995, cette épreuve compte pour le championnat de France des rallyes sur terre depuis 1996.

## Palmarès

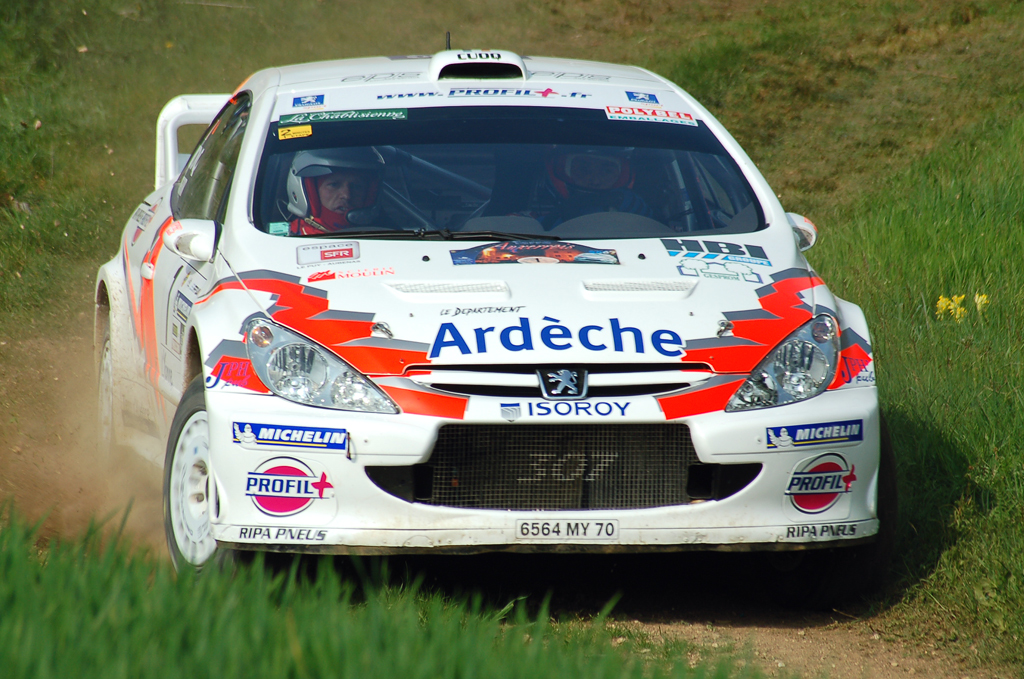
Jean-Marie Cuoq au Rallye Terre de l'Auxerrois 2007.

| Année | Pilote                 | Copilote                  | Voiture            |
| ----- | ---------------------- | ------------------------- | ------------------ |
| 2000  | Simon Jean-Joseph      | Jack Boyère               | Subaru Impreza     |
| 2001  | Jean-François Mourgues | Guilhem Zazurca           | Subaru Impreza WRC |
| 2002  | Brice Tirabassi        | Jacques-Julien Renucci    | Citroën Saxo S1600 |
| 2003  | Simon Jean-Joseph      | Jack Boyère               | Renault Clio S1600 |
| 2004  | Jean-Marie Cuoq        | Jean-Charles Descamps     | Subaru Impreza WRC |
| 2005  | Jean-Marie Cuoq        | David Marty               | Peugeot 206 WRC    |
| 2006  | Jean-Marie Cuoq        | Grégory Pain              | Peugeot 307 WRC    |
| 2007  | Jean-Marie Cuoq        | Pascal Duffour            | Peugeot 307 WRC    |
| 2008  | Yoann Bonato           | Benjamin Boulloud         | Škoda Octavia WRC  |
| 2009  | Laurent Carbonaro      | Marc-Emilien Choudey      | Peugeot 307 WRC    |
| 2010  | Jean-Marie Cuoq        | Pascal Duffour            | Peugeot 206 WRC    |
| 2011  | Simon Jean-Joseph      | Jack Boyère               | Citroën Xsara WRC  |
| 2012  | Germain Bonnefis       | Olivier Fournier          | Peugeot 207 S2000  |
| 2013  | Jean-Marie Cuoq        | Pascal Duffour            | Citroën C4 WRC     |
| 2014  | Lionel Baud            | Jean-Christophe Delcambre | Ford Fiesta WRC    |
| 2015  | Jean-Marie Cuoq        | Marielle Grandemange      | Citroën C4 WRC     |
| 2016  | Épreuve annulée        | Épreuve annulée           | Épreuve annulée    |
| 2017  | Épreuve annulée        | Épreuve annulée           | Épreuve annulée    |